# 大同黃帝神宮
大同黃帝神宮全名財團法人台北市大同黃帝神宮，位於台灣台北市歸綏街，為主祀黃帝之軒轅教廟宇。該建物興建於1969年，今為位於台北大同區之仿古廟宇建築。另外，該廟宇的組織型態為財團法人制，祭典日期則是每年農曆之三月初三及九月初九。